# Twelve (album Patti Smith)
Twelve – dziesiąty album Patti Smith nagrany w 2007 roku, który zawiera covery innych wykonawców.

## Lista utworów
1. "Are You Experienced?" (Jimi Hendrix) – 4:46 (Jimi Hendrix)
2. "Everybody Wants to Rule the World" (Roland Orzabal, Ian Stanley, Chris Hughes) – 4:07 (Tears for Fears)
3. "Helpless" (Neil Young) – 4:02 (Crosby, Stills, Nash and Young)
4. "Gimme Shelter" (Mick Jagger, Keith Richards) – 5:00 (The Rolling Stones)
5. "Within You Without You" (George Harrison) – 4:51 (The Beatles)
6. "White Rabbit" (Grace Slick) – 3:54 (Jefferson Airplane)
7. "Changing of the Guards" (Bob Dylan) – 5:47 (Bob Dylan)
8. "The Boy in the Bubble" (Paul Simon, Forere Motloheloa) – 4:30 (Simon and Garfunkel)
9. "Soul Kitchen" (Jim Morrison, John Densmore, Ray Manzarek, Robby Krieger) – 3:45 (The Doors)
10. "Smells Like Teen Spirit" (Kurt Cobain, Dave Grohl, Krist Novoselic) – 6:31 (Nirvana)
11. "Midnight Rider" (Gregg Allman, Robert Payne) – 4:02 (The Allman Brothers Band)
12. "Pastime Paradise" (Stevie Wonder) – 5:26 (Stevie Wonder)
13. "Everybody Hurts" (bonus) (Bill Berry, Peter Buck, Mike Mills, Michael Stipe) – 6:17 (R.E.M.)

## Skład
- Patti Smith – wokal, klarnet
- Lenny Kaye – gitara
- Jay Dee Daugherty – perkusja, akordeon
- Tony Shanahan – gitara basowa, instrumenty klawiszowe

### Gościnnie
- Barre Duryea – gitara basowa
- Duncan Webster – gitara
- Flea – gitara basowa
- Giovanni Sollima – wiolonczela
- Jack Petruzelli – gitara
- Jackson Smith – gitara
- Jesse Smith – dalszy wokal
- John Cohen – banjo
- Luis Resto – pianino
- Mario Resto – perkusja
- Paul Nowinski – kontrabass
- Peter Stampfel – skrzypce
- Rich Robinson – cymbały, gitara
- Sam Shepard – banjo
- Tom Verlaine – gitara
- Walker Shepard – banjo